# Rafael Furchi
Rafael Furchi (Ramos Mejía, Provincia de Buenos Aires, 28 de enero de 1966) es un ex árbitro  de fútbol argentino, que dirigió en la primera división argentina.

## Trayectoria
Su debut fue en 1999 dirigiendo el partido de Gimnasia y Esgrima La Plata ante Independiente, fue árbitro internacional desde 2003 hasta 2010 cuando fue dado de baja por rendimiento.
Su último partido fue Colón ante Tigre por la 13ª fecha del Apertura 2010.